# Pablo Feijoo
Pablo Feijoo Ugalde (San Sebastián, 18 de mayo de 1982) es un exjugador y entrenador de rugby español. Su puesto en el campo era el de medio melé y ha sido probablemente, uno de los mejores jugadores de España en esa demarcación. Era el seleccionador de la Selección de rugby 7 de España. Es hijo de Alfonso Feijoo, exseleccionador español, exjugador de la selección y expresidente de la Federación Española de Rugby. En su último paso en su carrera, aceptó el nombramiento como seleccionador nacional de Alemania de Seven en julio de 2023, tomando el relevo de Antonio Aguilar.

## Biografía
Pablo Feijoo comenzó a jugar al rugby en su ciudad natal, en las filas del Atlético Bera Bera, club con el que creció como jugador y persona llegando a ascender, con este equipo, en el 2001 a la División de Honor B. Ese mismo año, tras realizar las pruebas de Selectividad, y a la espera de los resultados, se especuló con que pudiera recalar en el club salmantino ADUS, debido a que su deseo era estudiar informática en la Universidad de Salamanca. Finalmente, no fue a esa universidad y por tanto no pasó a formar parte de este equipo universitario.
La universidad a la que se marchó, fue la Universidad Complutense de Madrid, donde estudió Ingeniería Informática. Sin embargo, esto no le impidió seguir con su equipo de toda la vida el Bera Bera, estudiando de lunes a jueves y yendo a entrenarse los viernes a San Sebastián con sus compañeros.
Tras varios años así, y cuando estaba pensando en realizar un año de estudios en Italia dentro del programa europeo de becas Erasmus, recibe una oferta del club inglés Leicester Tigers en 2007, para pasar a ser completamente profesional dentro de la disciplina de este equipo de la Premiership. Por ello, decide dejar su equipo, hacer las maletas y probar a jugar en uno de los equipos punteros del rugby inglés y europeo. Tras su llegada a los Tigers, Pablo fue cedido al Waterloo R.F.C. de la National Division Two (4ª división inglesa), para que, tras un periodo prudencial de adaptación, pasara más tarde a formar parte de la plantilla del equipo inglés. Sin embargo, esta circunstancia no se produjo, ya que con los Tigers sólo llegó a jugar 6 partidos como ala con el equipo de suplentes en la Guinness Premiership A (liga inglesa jugada por los suplentes que se juega los lunes tras la jornada de la Premiership), ya que era considerado como el cuarto medio melé de la formación de Leicester. Dada esta circunstancia, en noviembre de 2007 el Cetransa El Salvador se planteó, tras la lesión de su medio melé titular Shaan Stevens, la contratación del donostiarra para esa temporada, dándole así la oportunidad de seguir jugando al máximo nivel en la European Rugby Continental Shield, competición a la que se había clasificado dicho equipo tras ganar el año anterior la División de Honor. Sin embargo, este fichaje no se cristaliza y se queda en Inglaterra toda la temporada, pasando a formar parte de la plantilla del Waterloo R.F.C. de la ciudad de Liverpool y jugando con ellos tanto la Liga como la Copa de Inglaterra. Un hecho destacable de su paso por el Waterloo, fue que compartió con su compañero en la selección española Jaime Nava titularidad en un partido frente a Cambridge. Al término de la temporada 2007/08, Pablo Feijoo firma con el CRC Pozuelo de División de Honor, a pesar de las diversas ofertas que tenía sobre la mesa de equipos ingleses de National Division One, para poder centrarse en acabar la carrera. Y en esa temporada, 2008/09, obtiene el título de mejor jugador de la División de Honor.
Fue un habitual con la Selección Española, siendo titular en múltiples ocasiones desde su debut en 2002. También formó parte de la Selección de rugby 7 de España, jugando también en esta categoría de rugby con la selección universitaria, con la que se proclamó subcampeón mundial en el campeonato celebrado en Córdoba. Además, ha jugado con la selección de Euskadi y en las diversas categorías sub 20, sub 19 y juveniles de la selección española. 
Pero la generación rugbyer no finaliza con él, sino que continúa con su sobrino, que juega en el equipo del Club Rugby Tarragona.

## Selección nacional
Debutó con la Selección Española el 16 de febrero de 2002, con sólo diecinueve años de edad, en Constanza frente a la Selección de Rumanía con derrota por 34-12. Y llegó a ser capitán de la selección.
Tras este partido, se convirtió en un jugador indiscutible con la Selección. Incluso, siguió acudiendo a las convocatorias con la Selección a pesar de recibir una sanción económica por parte de su club inglés durante la temporada 2007/08.
Fue el medio melé titular en el único partido hasta la fecha que ha disputado la Selección Española frente a los Barbarian F.C.
También fue un jugador indiscutible en la Selección de rugby 7 de España, con la que participó en múltiples torneos clasificatorios para la Copa de Europa de la modalidad organizados por la FIRA-AER (órgano rector del rugby en Europa), así como dichos torneos finales en los que se pone en liza el título de campeón de Europa. Asimismo ha disputado varios torneos del Circuito Mundial de la IRB, como son los torneos de Londres o Edimburgo. Dentro de sus participaciones en los torneos finales del campeonato de Europa cabe destacar su participación en el que se celebró los días 11 y 12 de julio de 2009 en la ciudad alemana de Hannover, donde la selección consiguió un meritorio cuarto puesto, pero al que poco pudo ayudar este jugador al ser una de las múltiples bajas que tuvo el equipo durante la celebración del torneo. 
En esta misma modalidad de rugby, en el año 2008 participó en el Campeonato del Mundo Universitario celebrado en la ciudad española de Córdoba, alcanzando el subcampeonato mundial, al perder la final contra la potente selección de Sudáfrica.
Ha sido seleccionado para el primer equipo europeo de la FIRA-AER que se enfrentó al equipo de los French Barbarians con motivo del 75.º aniversario de la fundación de la FIRA. Fue el medio melé titular de este equipo.
Uno de sus mayores éxitos, si no el mayor, fue clasificarse para los Juegos Olímpicos de Río de Janeiro 2016 con la Selección de rugby 7 de España.

## Palmarés

### Clubes
(Hasta 10 de abril de 2011)
- 1 Liga de División de Honor: 2009 (CRC Madrid)
- 1 Liga Superibérica: 2009 (Gatos de Madrid)
- 3 Copas del Rey: 2004 (Bera Bera R.T.), 2009 (CRC Madrid), 2011 (Cetransa El Salvador)
- 1 Supercopa de España: 2009 (CRC Madrid)
- Ascenso a División de Honor B con el Bera Bera el año 2001
- Ascenso a División de Honor con el Bera Bera

### Selección
(Hasta el 14 de febrero del 2015)
- Ha sido internacional en 67 ocasiones, distribuidas de la siguiente forma a lo largo de los años: 5 en el 2002, 3 en el 2003, 4 en el 2004, 6 en el 2005, 8 en el 2006, 9 en el 2007, 6 en el 2008, 2 en el 2009, 1 en el 2010, 3 en el 2011, 2 en el 2012, 6 en el 2013, 7 en el 2014 y 2 en el 2015.

- Ha marcado 100 puntos (20 ensayos) con la selección nacional absoluta.
- Subcampeón con la Selección Universitaria de Rugby 7 del Mundial Universitario de Córdoba 2008 (España)